# Monoxenus teocchii
Monoxenus teocchii là một loài bọ cánh cứng trong họ Cerambycidae.